# Tritz
Tritz ist ein Familienname, der vor allem in Frankreich und Deutschland verbreitet ist. Von Genealogen konnten bisher alle Familien mit Namen Tritz mit Ausnahme der Elsässer Linie auf Jost Tritz, geb. um 1600 in Niedaltdorf im Saarland zurückgeführt werden.
Der Verein Lorraine Berceau des Tritz (deutsch: Lothringen – Wiege der Tritz; LBT) ist ein Familienverein, der sich zweimal im Jahr trifft und umfangreiche genealogische Forschungen organisiert hat. In Mitgliedschaft und Vorstand sind deutsche und französische 'Tritz'. LBT sieht sich nicht zuletzt als einen Verein, der aktiv die Völkerverständigung fördert.

## Namensherkunft
Die Namensherkunft ist unklar. 'Tritz' könnte von moselfränkisch 'Trëtz' = Pferdeschwanz/Perücke stammen.' Eine weitere Vermutung ist eine Abstammung  von lateinisch 'Patricius'.

## Namensträger
- Josef Tritz (1902–1986), deutscher Beamter
- Marianne Tritz (* 1964), deutsche Politikerin (Bündnis 90/Die Grünen)
- Stéphane Tritz (* 1987), elsässischer Fußballspieler